# バース大学
バース大学（バースだいがく、英: University of Bath）は、バースに本部を置くイギリスの国立大学である。1966年に国王の勅許（Royal Charter）を得て創立された。
バース大学は、ACU（イギリス連邦大学協会）、AMBA（MBA協会）、EQUIS（欧州品質改善システム）、EUA（ヨーロッパ大学協会）、UUK（イギリス大学協会）、およびGW4（Great West Four：イングランド南西部地方とウェールズの研究集約的な4つの一流大学であるバース大学、ブリストル大学、カーディフ大学のグループ）のメンバーとなっている。2012年10月30日までは1994 Group（1994グループ）のメンバーでもあった。

## 概略
バース大学、ロンドンから電車で西に1時間半程度、街が丸ごと世界遺産に指定されている歴史あるバース市にある。
2012年時点で学部生は9,995人、院生が1,955人で、英国の総合大としてはやや小規模である（正規の学生のみ）。図書館・学習センターは24時間開館。また、就職などの支援も手厚く、学部生の6割はインターンのプログラムに参加ないし留学経験をしている。
新設の大学ながら、QS世界ランキングで世界187位、THE世界ランキングで276 - 300位に位置している。ガーディアン紙のランキングでは国内4位、コンプリートのランキングでは国内8位に位置する。2012年の全国学生調査の発表では、総合的な満足度は91%であり、調査対象250校以上あるうちの5位であった。

## 沿革
バース大学の起源は1856年にブリストルで設立された実業学校Bristol Trade Schoolに遡る。
1595年に学校として設立された機関であるSociety of Merchant Venturersが、後にMerchant Venturers' Technical Collegeと改名されたが、Bristol Trade Schoolは1885年にその一部として取り込まれた。
一方で隣のバース市では、薬科学校であるBath School of Pharmacyが1907年に設立され、1929年にMerchant Venturers' Technical Collegeの一部となった。
1949年にブリストル教育委員会の管理となったが、その後Bristol College of Technologyと改名、さらに1969年にはBristol College of Science and Technologyとなり、教育省傘下の10のテクニカルカレッジの一つとなった。
ブリストルのアシュリーダウンでジョージ・ミュラーが過去に孤児院を運営した建物を本部としていたが、現在でもシティー・オブ・ブリストル・カレッジ（City of Bristol College）の一部が所在している（建物の残り部分は住居に転用）。
1963年、ロビンズ委員会（Robbins Committee）から提出された報告によって、他のいくつかの機関と共に大学とみなすことが勧告された。
所在地はKings Weston Houseの敷地がいったん検討され、1969年までCollege's School of Architecture and Building Engineeringがそこにあったが、カレッジの拡大に対してブリストル市は程よくまとまった敷地を提供することができなかった。
そのため、学長とバースの教育長の審議を行い、結果としてバース市を見渡すクラバートンダウン（Claverton Down）の未開発地を新たな所在地とする同意に至った。
専用キャンパスの建設は1964年に始まり、翌1965年には現在「4 South」と呼ばれている最初の建物が完成した。
翌1966年に国王から大学設立勅許を与えられ、同年11月にバースのAssembly Roomsで最初の学位授与式が開催された。
後の10年間には新しい建物が増え、次第にキャンパスが形作られた。
なおバース市の記録によれば、19世紀半ばにオックスフォード大学のカレッジを同じ場所に建設する計画があったものの、実現しなかった。
大学のロゴマークは、バース市で発見されたローマ時代の彫刻「ゴルゴンの首」をモチーフにしているが、この図柄は元は大学の紋章に描かれていた。

## 評価
2008年のResearch Assessment Exerciseでは、バース大学の研究成果のうち3分の2がイギリス国内のトップ10、3分の1以上がトップ5にランキングされた 。
2011年9月には、その年を代表する大学としてUniversity of the Year 2011/12を受賞した。
2013年の全国学生調査（National Student Survey）では、イギリスの150以上の高等教育機関の中でバース大学は学生満足度において一位にランキングされた。
タイムズ紙とサンデー・タイムズ紙によるGood University Guide 2014では、イギリスで最も優れたキャンパス大学（Campus university）と評価されている。
2018年のGuardian University League Tables における大学ランキングで全国5位に位置付けるなど、英国屈指の名門大学である。科目ごとには機械工学が全国2位、建築学が全国3位、電気工学が全国5位と、理数系教科に強みを持つ。

## 教員
- ジョスリン・ベル・バーネル－元教員、天体物理学者、英国物理学会会長
- エドワード・ルトワック－元教員、歴史学者、戦略国際問題研究所シニアアドバイザー

## 主な出身者
- 楊潔篪 - 中華人民共和国外交部長
- Edward Lowassa - タンザニア元首相
- ケイト・ホーウェイ - 柔道選手、シドニーオリンピックで銀メダル
- 亀山秀一 - 国土交通省東北運輸局長
- 須田敏子 - 青山学院大学大学院教授